# Marek Gajdziński (prozaik)
Marek Gajdziński (ur. 1962 w Poznaniu) – polski prozaik, tłumacz, nauczyciel języka angielskiego.
Jest absolwentem Uniwersytetu Gdańskiego, dyplom magisterski uzyskał na wydziale filologii angielskiej. Jest autorem kilku powieści i zbiorów opowiadań. Mieszka w Sopocie.

## Twórczość literacka
- 1989 Spacer do kresu dnia; Państwowe Wydawnictwo "Iskry"[3]
- 1996 Głowa konia, opowiadania; wyd. PIW[4]
- 2000 Droga do Indii;  wyd. Zielona Sowa[5]

## Twórczość radiowa
- 2006 dramat radiowy Matka jest jedna?; Teatr Polskiego Radia, Rozgłośnia Polskiego Radia w Gdańsku[6]
- 2004 dramat radiowy  Podróżny (adaptacja sztuki BIały karzeł M.Żakiewicza); Teatr Polskiego Radia[7]
- 2005 dramat radiowy Próba generalna (adaptacja opowiadania z tomu "Gra na wielu bębenkach" Olgi Tokarczuk); Teatr Polskiego Radia[8]
- 2007 słuchowisko radiowe Celsjusz 36 koma 8; Radio Gdańsk[9]

## Nagrody
- 2004 Sopot –  nagroda za scenariusz oryginalny w konkursie radiowym za „Matka jest tylko jedna?”, ex aequo z „Nieznanym światłem” Henryka Bardijewskiego podczas IV Festiwalu Teatru Polskiego Radia i Teatru Telewizji Polskiej „Dwa teatry”[10]
- 2010 Sopot –  nagroda za scenariusz słuchowiska będący adaptacją za „Castorp” podczas X Festiwalu Teatru Polskiego Radia i Teatru Telewizji Polskiej „Dwa teatry”.